# Bonnington (Edimburgo)
Bonnington è un distretto di Edimburgo, capitale della Scozia. Si trova a sud-ovest dei Leith Docks e nelle vicinanze di Pilrig.
Attraverso di esso scorre il Water of Leith.
La città è stata descritta in un giornale del 1882, chiamato "Ordnance Gazetteer of Scotland" che descriveva l'edificio del U.P. Hall, costruito nel 1875 ad un costo di 1.200 dollari.
Gavin Dickson nel film Just Another Saturday ha voluto ricordare Bonnington.